# Изящная сумчатая летяга
Изящная сумчатая летяга, или изящная летяга (лат. Petaurus gracilis) — редкое сумчатое млекопитающие семейства сумчатых летяг. Область распространения ограничена небольшим участком леса на побережье северного Квинсленда. Этот вид более 100 лет считался исчезнувшим, прежде чем был заново открыт в 1989 году.

## Описание
Изящная сумчатая летяга похожа на распространённую среднюю сумчатую летягу, только существенно крупнее. Длина тела составляет от 22,5 до 27,5 см, хвост длиной от 33,5 до 40,5 см. У самок более длинный в сравнении с длиной тела хвост, чем у самцов. В целом самцы в среднем крупнее и тяжелее, чем самки. Вес самцов составляет от 345 до 500 г, самок — от 310 до 450 г. Самые маленькие и самые лёгкие представители этого вида выглядят значительно крупнее, чем самые крупные и самые тяжёлые представители средней сумчатой летяги.
Шерсть серого окраса, вдоль спинного хребта проходит чёрная полоса. Шерсть на планирующей перепонке может быть бежевого, оранжевого или красновато-коричневого цвета.

## Распространение
Область распространения охватывает территорию вдоль тихоокеанского побережья Квинсленда, протяжённостью 122 км. Южную границу образует Ollera Creek (40 км к югу от Ингема), северную границу — Hull River у Tully. В целом площадь составляет 140 000 га.
Область распространения покрыта высокими открытыми лесами. Изящная сумчатая летяга обитает только на высоте менее 100 м над уровнем моря.

## Образ жизни
Это ночное животное. За ночь изящная сумчатая летяга преодолевает расстояние в среднем 1500 м. Полный обход своего участка летяга совершает за 2—3 ночи. На своей территории, площадь которой может составлять 20 гектаров, она использует от 3 до 9 гнёзд, а именно дупла в деревьях, прежде всего, в эвкалиптах и других деревьях из семейства миртовых. Вход в эти дупла расположен на высоте от 7 до 33 м, почти всегда с южной или западной подветренной стороны.
Самец и самка живут в социальной моногамии. Они делят между собой одну территорию, однако, ищут пищу и спят раздельно. Раздельный образ жизни, естественно, представляет возможность для спаривания с другими партнёрами. Это объясняет, вероятно, высокую агрессивность, с которой животные встречают своих сородичей одного пола. Хотя животные предпочитают жить в парах, встречаются также самцы-одиночки.
Изящная сумчатая летяга живёт в своей области распространения вместе с более частой сахарной сумчатой летягой. Оба вида предпочитают, однако, немного различные места обитания: сахарные сумчатые летяги — густой лес со сплошной кроной, изящные сумчатые летяги — более открытые леса. Тем не менее, если оба вида наталкиваются друг на друга, чаще уступает сахарная сумчатая летяга.
В планирующем полёте изящная сумчатая летяга покрывает дистанцию длиной 30 м, максимально до 60 м. В среднем она теряет за 2 м планирующего полёта 1 м высоты.

## Питание
Как и другие сумчатые летяги, изящная сумчатая летяга питается древесными соками, нектаром и пыльцой, а также беспозвоночными животными. Большую часть рациона составляет растительный корм.

## Размножение
В сухой сезон с апреля по октябрь на свет появляются один-два детёныша, которые вырастают в хорошо развитой сумке. Детёныши кормятся грудью от 4 до 5 месяцев и становятся половозрелыми через 12—18 месяцев. Продолжительность жизни составляет, вероятно, от 5 до 6 лет.

## Естественные враги
К естественным врагам этого вида относятся питон Simalia kinghorni, лающая иглоногая сова (Ninox connivens), рыжая иглоногая сова (Ninox rufa), австралийская сипуха (Tyto novaehollandiae) и Tyto multipunctata. Также привезённые людьми домашние кошки могут преследовать животных.